# Angela Bettis
Angela Marie Bettis (9 de janeiro de 1973), conhecida como Angela Bettis, é uma atriz, produtora e diretora de filmes norte-americana. É reconhecida pelos seus papéis em filmes independentes e de terror.

## Vida Pessoal
Nascida a 9 de janeiro de 1973 em Austin, Texas, é filha de Richard Joseph Bettis e Mary Lynn Guthrie do Clã Guthrie e tem um irmão gêmeo. Formou-se no Westlake High School de Austin e posteriormente na American Musical and Dramatic Academy em Nova Iorque.
Foi casada com o realizador, cinematógrafo e documentarista Kevin Ford, com quem fundou a produtora cinematográfica Mo-Freek Productions em 2001.

## Carreira
Após o seu momento de revelação no filme Girl, Interrupted (1999), tornou-se conhecida pelos papéis que desempenhou em filmes de horror ou terror psicológico, tais como em Carrie (2002), Toolbox Murders (2004) ou o filme de culto May (2002), papel pelo qual recebeu o Prémio de Melhor Atriz no Festival Internacional de Cinema Fantástico de Bruxelas, Festival de Cinema de Sitges e nos Chainsaw Awards da revista Fangoria. Em 2020, recebeu nomeações pela sua atuação no filme 12 Hour Shift.
Na televisão, teve um pequeno papel na série Dexter como Emily Birch, a primeira vítima de Jordan Chase, para além de ter participado ocasionalmente em outras séries policiais ou de terror, como C.S.I., Criminal Minds ou Dig.
Como realizadora, dirigiu o segmento "E Is for Exterminate" na antologia de terror The ABC's of Death (2012) e o filme Roman (2006), tendo trocado de papéis ao dirigir Lucky McKee, o realizador com quem trabalhou em seis filmes.

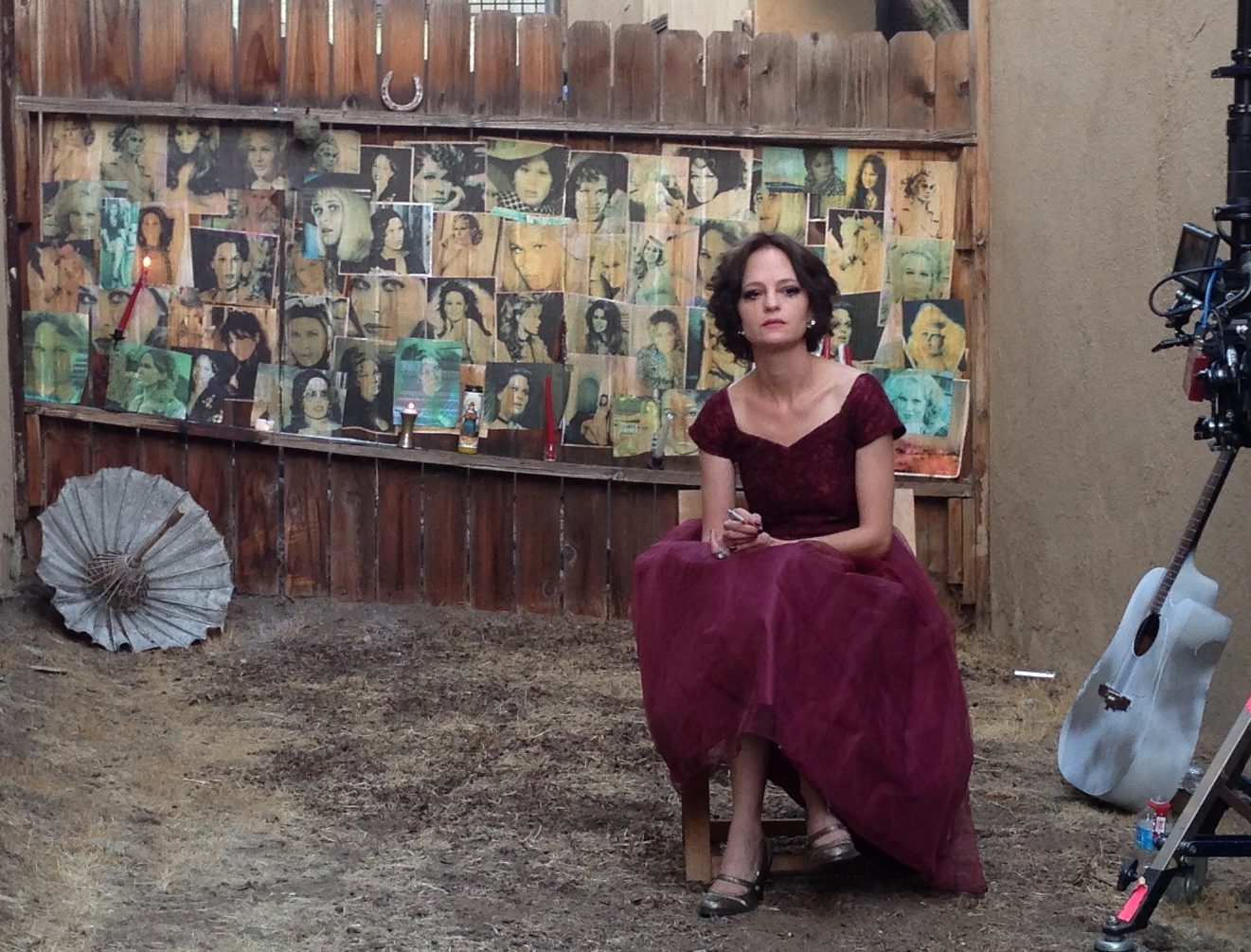
Angela Bettis nas gravações do videoclip Movie Music Kills A Kiss de Califone em 2013

Participou também na Broadway com as peças The Father de August Strindberg em 1996, com encenação de Clifford Williams, e The Crucible de Arthur Miller em 2002, com encenação de Richard Eyre, ao lado de Laura Linney, Liam Neeson, Tom Aldredge, John Benjamin Hickey, Kristen Bell e Jennifer Carpenter, entre um elenco de luxo.

## Filmografia

### Como atriz
| Ano  | Titulo                             | Personagens                  | Notas          |
| ---- | ---------------------------------- | ---------------------------- | -------------- |
| 1993 | Sparrow (Storia di una capinera)   | Maria                        |                |
| 1999 | The Last Best Sunday               | Lolly Ann Summers            |                |
| 1999 | Girl, Interrupted                  | Janet Webber                 |                |
| 2000 | Bless the Child                    | Jenna O'Connor               |                |
| 2001 | Perfume                            | Wilemina                     |                |
| 2001 | Vallen                             | Caitlin                      |                |
| 2002 | May                                | May Dove Canady              |                |
| 2002 | Coastlines                         | Effie Bender                 |                |
| 2002 | People Are Dead                    | Angela, the Broadway actress |                |
| 2003 | Hollywould                         | Holly                        | curta-metragem |
| 2004 | Toolbox Murders                    | Nell Barrows                 |                |
| 2004 | Love Rome                          | Mary                         |                |
| 2005 | The Circle                         | Jay                          |                |
| 2005 | Last Days of America               | America the Woman            | curta-metragm  |
| 2006 | The Woods                          | Voice in the Woods           | voz            |
| 2006 | Roman                              | Elixer Bluff Acting Troup    | voz            |
| 2007 | When Is Tomorrow                   | Rachel                       |                |
| 2007 | Scar                               | Joan Burrows                 |                |
| 2008 | Wicked Lake                        | The Mother                   |                |
| 2008 | Blue Like You                      | Cyndi                        | curta-metragem |
| 2010 | Drones                             | Amy                          |                |
| 2010 | All My Friends Are Funeral Singers | Zel                          |                |
| 2010 | My Alien Mother                    | Mother                       |                |
| 2011 | The Woman                          | Belle Cleek                  |                |
| 2012 | Sinister                           | Fran                         | cena eliminada |
| 2015 | Legs                               | Jen                          |                |
| 2017 | Our Little Secret                  | Toni                         |                |
| 2017 | Song to Song                       | Angela                       | não creditada  |
| 2020 | 12 Hour Shift                      | Mandy                        |                |
| 2021 | Ghosts of the Ozarks               | Lucille                      |                |
| 2022 | The Weird Kidz                     | Duana                        |                |

| Ano       | Titulo              | Personagens        | Notas                                          |
| --------- | ------------------- | ------------------ | ---------------------------------------------- |
| 1998      | Touched by an Angel | Laura              | Episódio "Beautiful Dreamer"                   |
| 1998      | Legacy              | Jenna              | Episódio "Brother Love"                        |
| 1999      | Sliders             | Jill               | Episódio "New Gods for Old"                    |
| 2001      | The Flamingo Rising | Alice King         | Telefilme                                      |
| 2001      | The Ponder Heart    | Bonnie Dee Peacock | Telefilme                                      |
| 2002      | Carrie              | Carrie             | Telefilme                                      |
| 2006      | Masters of Horror   | Ida Teeter         | Episódio "Sick Girl"                           |
| 2009      | House MD            | Susan              | Episódio "Broken"                              |
| 2010      | Dexter              | Emily Birch        | Episódio "Hop a Freighter" ,"In the Beginning" |
| 2010-2011 | C.S.I.              | Rosalind Johnson   | 2 episódios                                    |
| 2013      | Criminal Minds      | Tess Mynock        | Episódio "Alchemy"                             |
| 2013      | Twisted Tales       | Lidia              | Segmento "Shockwave"                           |
| 2015      | Dig                 | Fay                | 10 episódios                                   |
| 2017      | Arkansas Traveler   | Myrtle             | 5 episódios                                    |

### Como realizadora
| Ano  | Título             | Notas                                    |
| ---- | ------------------ | ---------------------------------------- |
| 2006 | Roman              | conta com Lucky McKee no papel principal |
| 2012 | The ABC's of Death | Segmento "E Is for Exterminate"          |

## Prémios e nomeações
| Ano  | Obra               | Categoria                               | Festival                                                | Resultado |
| ---- | ------------------ | --------------------------------------- | ------------------------------------------------------- | --------- |
| 1999 |                    | Rising Star Award                       | Marco Island Film Festival                              | Vencedora |
| 2002 | May                | Melhor Atriz                            | Festival de Cinema de Sitges                            | Vencedora |
| 2003 | May                | Melhor Atriz (Silver Raven Award)       | Festival Internacional de Cinema Fantástico de Bruxelas | Vencedora |
| 2003 | May                | Melhor Atriz                            | Málaga International Week of Fantastic Cinema           | Vencedora |
| 2003 | May                | Melhor Atriz (Golden Schmoes)           | Golden Schmoes Awards                                   | Nomeada   |
| 2004 | May                | Melhor Atriz                            | Online Film Critics Society Awards                      | Nomeada   |
| 2004 | May                | Melhor Atriz (Chainsaw Award)           | Fangoria Chainsaw Award                                 | Vencedora |
| 2006 | Toolbox Murders    | Melhor Atriz (Chainsaw Award)           | Fangoria Chainsaw Award                                 | Nomeada   |
| 2007 | Roman              | Melhor Filme                            | Puchon International Fantastic Film Festival            | Nomeado   |
| 2012 | The ABC's of Death | After Dark Competition: Gold Hugo Award | Festival Internacional de Cinema de Chicago             | Nomeado   |
| 2021 | 12 Hour Shift      | Melhor Atriz num Filme de Terror        | Critics Choice Super Awards                             | Nomeada   |

## Lista de referências
1. ↑  Maddrey, Joseph (26 de julho de 2021). Adapting Stephen King: Volume 1, Carrie, 'Salem's Lot and The Shining from Novel to Screenplay (em inglês). [S.l.]: McFarland
2. ↑  Roche, David (6 de fevereiro de 2014). Making and Remaking Horror in the 1970s and 2000s: Why Don’t They Do It Like They Used To? (em inglês). [S.l.]: Univ. Press of Mississippi
3. ↑  Hafdahl, Meg; Florence, Kelly (18 de fevereiro de 2020). The Science of Women in Horror: The Special Effects, Stunts, and True Stories Behind Your Favorite Fright Films (em inglês). [S.l.]: Simon and Schuster
4. ↑  McCollum, Victoria; Clarke, Aislinn (4 de abril de 2022). Bloody Women: Women Directors of Horror (em inglês). [S.l.]: Rowman & Littlefield
5. ↑  Draven, Danny (8 de dezembro de 2015). The Filmmaker's Book of the Dead: A Mortal’s Guide to Making Horror Movies (em inglês). [S.l.]: CRC Press
6. ↑  «Angela Bettis passa noite infernal no novo trailer do terror '12 Hour Shift'; Assista!». CinePOP Cinema. 20 de agosto de 2020. Consultado em 15 de setembro de 2024
7. ↑  Ehrlich, David (29 de setembro de 2020). «'12 Hour Shift' Review: Angela Bettis Is a Bloody Delight in Brea Grant's Grindhouse Comedy». IndieWire (em inglês). Consultado em 15 de setembro de 2024
8. ↑  «Critics Choice Super Awards | 'Aves de Rapina', 'Lovecraft Country' e 'Palm Springs' são os grandes indicados à premiação». CinePOP Cinema. 20 de novembro de 2020. Consultado em 15 de setembro de 2024
9. ↑  Rae, Lacey (14 de outubro de 2023). «10 Best 'ABCs of Death' Shorts, Ranked». Collider (em inglês). Consultado em 15 de setembro de 2024
10. ↑  Honeycutt, Heidi (8 de agosto de 2024). I Spit On Your Celluloid: The History of Women Directing Horror Movies (em inglês). [S.l.]: SCB Distributors
11. ↑  Grant, Barry Keith (1 de abril de 2015). The Dread of Difference: Gender and the Horror Film (em inglês). [S.l.]: University of Texas Press
12. ↑  Kaay, Chris Vander; Kaay, Kathleen Fernandez-Vander (2 de fevereiro de 2016). Horror Films by Subgenre: A Viewer's Guide (em inglês). [S.l.]: McFarland